# Refrany

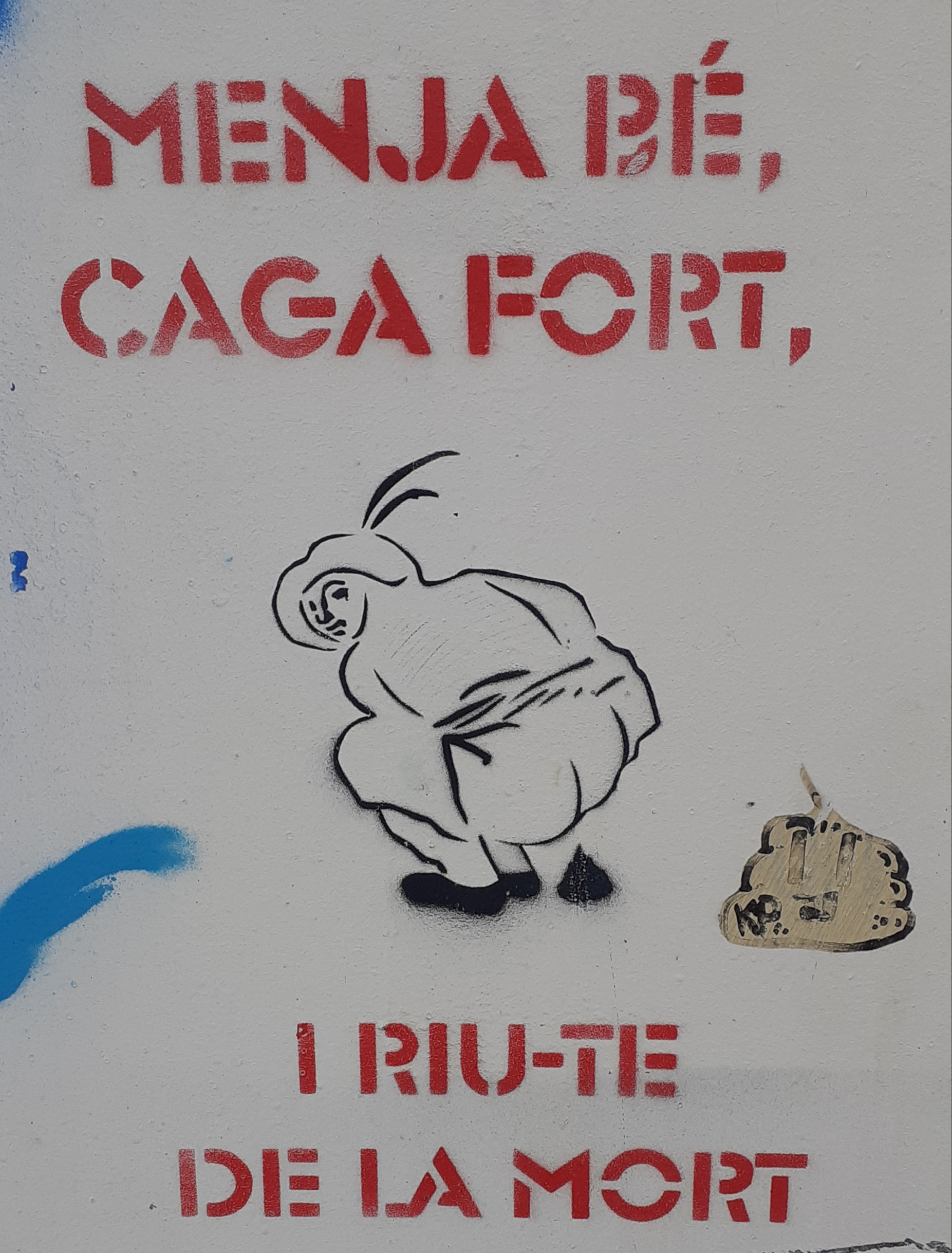

Un refrany (del llatí refringere) és l'exposició en forma de sentència d'una idea, de la qual traspua una conclusió, ensenyament o norma de conducta. La paremiologia és l'estudi dels refranys. N'és un exemple: «Advocats i procuradors, a l'infern de dos en dos». Amb algunes lleus diferències, és sinònim de dita, proverbi i màxima.
El refrany és una oració que es diu sempre igual, no admet variacions. Acostuma a tenir un origen antic i fa referència a diversos temes: el temps, la feina, les malalties, la gent dels llocs, el comportament humà, remeis de salut... Sempre conté un ensenyament. Sol utilitzar el recurs de la rima (permet memoritzar-lo millor) i de vegades conté metàfores, és a dir, té un significat figurat, no pas literal. Els refranys venen de la tradició oral, reflecteixen la forma de fer i de ser dels pobles en una època particular. Alguns tenen validesa avui dia i d'altres són caducs i retrògrades en el fons.
Hi ha diversos reculls de refranys i normalment s'organitzen segons la temàtica. Hi ha refranys de molts tipus, com per exemple: «Al maig, cada dia un raig».
«Molts refranys catalans procedeixen del llatí o del grec, d'altres, dels textos bíblics, de filòsofs orientals í cristians, de la literatura medieval, de cobles i de rondalles populars, etc. En definitiva, de totes aquelles manifestacions que reflecteixen experiències comunes i d'un cert valor universal. El pes decisiu en la configuració de la nostra cultura, de la nostra memòria col·lectiva, i en la mateixa estructura lèxica de la llengua, ha motivat l'elaboració d'aquest recull general fet des de l'actualitat.»